# 미야지 요스케
미야지 요스케(일본어: 宮路 洋輔, 1987년 6월 12일 ~ )는 일본의 전 축구 선수이자 현 축구 지도자로 과거 아비스파 후쿠오카와 혼다 록에서 수비수로 활동했으며 현재 미네베아 미쓰미 FC의 사령탑을 맡고 있다.

## 구단 경력
2010년 J2리그의 아비스파 후쿠오카에 입단했다. 2010년 J2리그 3위를 기록하여 J1리그로 승격했다. 2013년 일본 풋볼 리그의 혼다 록로 이적했다. 2019년후 현역 은퇴.